# 反転
反転（はんてん）とは何らかのものを逆にすること。数学、化学、技術の専門用語としてはそれぞれ以下の意味を持つ。

## 数学における反転
線形空間の元（ベクトル）のすべての成分の符号を逆にする変換である。すなわち n 次元空間の点を原点に関して点対称な点に写す変換である。3次元空間での対称操作としては記号iで表される。反転を含む鏡映、回反などを反転と呼ぶこともある。
中心 O, 半径 r の円があり、O を始点とする半直線上に2点 P, P' があり、OP * OP' = r2 であるとき、P を P' に写す操作をこの円に関する反転という。同様に球面や超球面に関する反転も定義できる。

また、結び目理論においては結び目の射影図の局所変形の一つとして反転という用語が使われる。

## 化学における反転
分子の立体配置や立体配座が反転する反応が多く知られている。ワルデン反転、シクロヘキサンのイス型から逆のイス型への変換、アンモニア分子の反転などが知られている。
エネルギーの高い準位の分布密度が低い準位の分布密度より大きくなったものを反転分布という。エネルギーの大小（高低）が正常準位と反対のものを反転準位という。

## 技術における反転
航空機では、ジェット機の逆推力装置、プロペラ機の逆推力機構により推力を反転させる。逆回転（2重反転プロペラ、二重反転式ローター、交差反転式ローターなど)によりトルクを相殺する。
コンピューティングにおける優先順位の逆転は、優先順位の高いタスクが優先順位の低いタスクにリソースを占有され、システムの性能を低下させる状態。